# Antonella Interlenghi
Antonella Interlenghi (* 6. August 1961 in Rom) ist eine italienische Schauspielerin. Sie ist auch unter den Pseudonymen Antonellina und Phoenix Grant bekannt.

## Leben
Interlenghi wurde am 6. August 1961 in Rom als Tochter des Schauspielers Franco Interlenghi und der Schauspielerin Antonella Lualdi geboren. Sie hat eine ältere Schwester. Mit 15 Jahren heiratete sie am 13. Dezember 1976 den Adligen Giovanni Sanjust di Teulada († 2014), mit dem sie zwei Töchter bekam. 1979 ließ sich das Paar scheiden.
1977 im Film Yeti – Der Schneemensch kommt gab Interlenghi unter dem Pseudonym Phoenix Grant ihr Schauspieldebüt. Im Film verkörperte sie die weibliche Hauptrolle der Jane. und avancierte zum schönen Liebesobjekt des Riesen-Yeti, deren Liebesgeschichte an King-Kong angelehnt ist, der Yeti allerdings im Film nicht getötet wird. Drei Jahre später hatte sie eine größere Rolle im Horrorfilm Ein Zombie hing am Glockenseil inne, in welchem sie die Rolle der Emily Robbins darstellte, die im Laufe des Films zu einem nach Menschenfleisch lechzenden Zombie wird. Beide Filme gelten im deutschsprachigen Raum als Kultfilme. 1982 stellte sie im Film Brantôme 81: Vie de dames galantes die Hauptrolle der Anne de la Mazière dar. In den 1980er Jahren folgten in unregelmäßigen Abständen weitere Besetzungen in Film- und Serienproduktionen, unter anderen 1984 in Ferien in Amerika und 1985 in Ein Käfig voller Narren – Jetzt wird geheiratet. Nach ihren Rollen 1987 Sottozero und 1990 in Mat war sie erst 2000 im Fernsehfilm Nando dell’ Andromeda und 2000 in der Fernsehserie Valeria medico legale wieder als Schauspielerin in Filmproduktionen tätig. 2003 spielte sie in zwei Episoden der Fernsehserie Incantesimo die Rolle der Mara Ciccone. Zuletzt wirkte sie 2005 in vier Episoden der Miniserie Ho sposato un calciatore in der Rolle der Regina Caradia mit.

## Filmografie (Auswahl)
- 1977: Yeti – Der Schneemensch kommt (Yeti - Il gigante del 20º secolo)
- 1980: Orient-Express (Miniserie, Episode 1x01)
- 1980: Die Qual der Geiseln (Traficantes del panico)
- 1980: Ein Zombie hing am Glockenseil (Paura nella città dei morti viventi )
- 1981: Um hundertstel Sekunden (Un centesimo di secondo)
- 1982: Brantôme 81: Vie de dames galantes
- 1982: Gossip
- 1983: Vacanze di Natale
- 1984: La ragazza dell’addio (Miniserie, 3 Episoden)
- 1984: Ferien in Amerika (Vacanze in Amerika)
- 1985: Ein Käfig voller Narren – Jetzt wird geheiratet (La Cage aux Folles III – "Elles" se marient)
- 1987: Sottozero
- 1990: Mat
- 2000: Nando dell’ Andromeda (Fernsehfilm)
- 2000: Valeria medico legale (Fernsehserie)
- 2003: Incantesimo (Fernsehserie, 2 Episoden)
- 2005: Ho sposato un calciatore (Miniserie, 4 Episoden)